# パシフィックネーションズカップ2022
パシフィックネーションズカップ2022（2022 Pacific Nations Cup、2022 PNC）は、ワールドラグビー主催による「ワールドラグビー パシフィックネーションズカップ（PNC）」15回目の大会である。
2020年・2021年とも、新型コロナウイルス感染症の世界的流行のため中止となり、開催は3年ぶり。

## 概要
全試合フィジーで行われた。
オーストラリアA代表、サモア、トンガ、フィジー4か国による総当たり戦（各チーム3試合ずつ）。
サモアの「全勝優勝」は、2012年大会以来10年ぶり。

## 戦績
出典
勝ち点は、勝利4、引き分け2、敗戦0。さらに「4トライ以上獲得」「7点差以内で敗戦」の場合に、それぞれボーナスポイント1が勝ち点に加わる。
| 順位 | 国              | 試合数 | 勝 | 分 | 敗 | 得点 | 失点 | 得失点差 | 4トライ以上 BP | 7点差以内 BP | 勝ち点 |
| ---- | --------------- | ------ | -- | -- | -- | ---- | ---- | -------- | -------------- | ------------ | ------ |
| 1    | サモア          | 3      | 3  | 0  | 0  | 88   | 64   | +24      | 2              | 0            | 14     |
| 2    | オーストラリアA | 3      | 2  | 0  | 1  | 97   | 71   | +26      | 3              | 1            | 12     |
| 3    | フィジー        | 3      | 1  | 0  | 2  | 74   | 55   | +19      | 1              | 1            | 6      |
| 4    | トンガ          | 3      | 0  | 0  | 3  | 40   | 109  | -69      | 0              | 0            | 0      |

## 対戦詳細

### 第1ラウンド
| 2022年7月2日 13:00 FJT (UTC+12) | (2 BP) オーストラリア A                                                                                              | 26–31    | サモア (1 BP) | ANZ Stadium, スバ, フィジー レフリー: ヤコ・ペイパー (南アフリカ共和国) |
| 2022年7月2日 13:00 FJT (UTC+12) | トライ: マクライト (2) 23' c, 55' c Lonergan 52' m Tuttle 75' c コンバート: Lonergan (2/3) 24', 56' ホッジ (1/1) 76' | レポート | トライ: Sラム 4' c アーウォン (2) 20' m, 77' m Leuila 27' c Taumateine 68' c コンバート: Iona (3/5) 5', 27', 70' | ANZ Stadium, スバ, フィジー レフリー: ヤコ・ペイパー (南アフリカ共和国) |

| 2022年7月2日 15:30 FJT (UTC+12) | (1 BP) フィジー | 36–0     | トンガ | ANZ Stadium, スバ, フィジー レフリー: ベン・オキーフ (ニュージーランド) |
| 2022年7月2日 15:30 FJT (UTC+12) | トライ: ラトゥバ 7' c ウァイニコロ 11' m ラヴォウヴォウ 25' c Tuicuvu 56' c ハボシ 63' c コンバート: テラ (4/5) 8', 26', 57', 64' PK: Tuicuvu (1/1) 38' | レポート |        | ANZ Stadium, スバ, フィジー レフリー: ベン・オキーフ (ニュージーランド) |

特記事項:
- トンガがフィジーに完封されたのは、1932年以来。

### Round 2
| 2022年7月9日 12:00 FJT (UTC+12) | (1 BP) サモア | 34–18    | トンガ                                                                                         | Churchill Park, ラウトカ, フィジー レフリー: Graham Cooper (オーストラリア) |
| 2022年7月9日 12:00 FJT (UTC+12) | トライ: ニウア (3) 35' c, 46' m, 52' m Manu 63' c McFarland 77' c コンバート: アラティム (2/4) 36', 64' Leuila (1/1) 78' PK: アラティム (1/1) 19' | レポート | トライ: F. Paea 21' m Poloniati 28' c コンバート: ファイバ (1/2) 29' PK: ファイバ (2/2) 5', 8' | Churchill Park, ラウトカ, フィジー レフリー: Graham Cooper (オーストラリア) |

| 2022年7月9日 15:30 FJT (UTC+12) | フィジー                                                                       | 18–32    | オーストラリアA (1 BP) | Churchill Park, ラウトカ, フィジー レフリー: ウェイン・バーンズ (イングランド) |
| 2022年7月9日 15:30 FJT (UTC+12) | トライ: タマニバル 24' m ボティア 34' m ラトゥニヤラワ 56' m PK: テラ (1/1) 8' | レポート | トライ: Sinclair 13' c ピーチ 28' Daugunu 47' c Williams 63' c コンバート: Lonergan (3/3) 14', 48', 64' PK: Lonergan (2/2) 19', 70' | Churchill Park, ラウトカ, フィジー レフリー: ウェイン・バーンズ (イングランド) |

### Round 3
| 2022年7月16日 13:00 FJT (UTC+12) | トンガ                                                                                               | 22–39    | オーストラリアA (1 BP) | Churchill Park, ラウトカ, フィジー レフリー: Brendon Pickerill (ニュージーランド) |
| 2022年7月16日 13:00 FJT (UTC+12) | トライ: Moli (2) 3' m, 51' c Fonokalafi 69' c コンバート: Havili (2/3) 52', 70' PK: Havili (1/2) 39' | レポート | トライ: Daugunu (2) 14' m, 60' c グリーソン 41' c Stewart 45' c Tuttle 73' c コンバート: Lonergan (3/4) 42', 46', 61' ドナルドソン (1/1) 74' PK: Lonergan (2/2) 6', 37' | Churchill Park, ラウトカ, フィジー レフリー: Brendon Pickerill (ニュージーランド) |

| 2022年7月16日 15:30 FJT (UTC+12) | (1 BP) フィジー                                                                                               | 20–23    | サモア                                                                                     | Churchill Park, ラウトカ, フィジー レフリー: Jordan Way (オーストラリア) |
| 2022年7月16日 15:30 FJT (UTC+12) | トライ: トゥイスエ 20' c ロマニ 30' c コンバート: ヴォラヴォラ (2/2) 21', 32' PK: ヴォラヴォラ (2/3) 40', 51' | レポート | トライ: ラム (2) 43' c, 70' c コンバート: Iona (2/2) 44', 71' PK: Iona (3/4) 14', 55', 64' | Churchill Park, ラウトカ, フィジー レフリー: Jordan Way (オーストラリア) |

特記事項:
- サモアがフィジーに勝利したのは2014年以来。